# Wiktor Korcznoj
Wiktor Lwowicz Korcznoj (ros. Виктор Львович Корчной, niem. Viktor Kortschnoi; ur. 23 marca 1931 w Leningradzie, zm. 6 czerwca 2016 w Wohlen) – radziecki, a następnie szwajcarski szachista, arcymistrz od 1956 roku, dwukrotny wicemistrz świata (1978, 1981).

## Życiorys
Korcznoj był jednym z młodych ludzi, którzy trenowali szachy w radzieckim systemie kształcenia arcymistrzów. Największych przeciwników miał we własnym kraju. Musiał konkurować z takimi mistrzami królewskiej gry jak Michaił Tal, Tigran Petrosjan i Boris Spasski. W bezpośrednich pojedynkach był ich równorzędnym przeciwnikiem, jednak nie udało mu się zdobyć tytułu, który stał się ich udziałem. W latach sześćdziesiątych czterokrotnie zdobył tytuł mistrza Związku Radzieckiego. Reprezentował ZSRR na sześciu olimpiadach, zdobywając sześć złotych medali olimpijskich w drużynie.
Do podeszłego wieku brał udział w arcymistrzowskich turniejach, pozostając bez wątpienia najsilniejszym szachistą w mocno zaawansowanym wieku. Mieszkał w Szwajcarii i reprezentował ten kraj na arenie międzynarodowej. 

### Pojedynki o tytuł mistrza świata
Debiut Korcznoja w turniejach pretendentów, eliminacjach do meczu o mistrzostwo świata, miał miejsce w 1962 roku. W turnieju w Curacao był jednym z pięciu radzieckich arcymistrzów i zajął piąte miejsce. Ten cykl rozgrywek zakończył się triumfem Petrosjana, który następnie odebrał tytuł mistrza świata Michaiłowi Botwinnikowi. Do następnego turnieju międzystrefowego w 1964 roku Korcznojowi nie udało się awansować, jednak trzy lata później podzielił drugie miejsce za Bentem Larsenem w turnieju międzystrefowym i ponownie awansował do meczów pretendentów. W meczu ćwierćfinałowym (Amsterdam, 1968) pokonał Samuela Reshevsky’ego (+3 -0 =5), w półfinale (Moskwa, 1968) zwyciężył Michaiła Tala (+2 -1 =7). Finałowy mecz pretendentów rozegrano w Kijowie. Zakończył się on przegraną Korcznoja ze Spasskim (+1 -4 =5), który później pokonał Petrosjana i sięgnął po tytuł mistrza świata. W 1971 roku Korcznoj odpadł w półfinałowym meczu pretendentów, przegrywając z Petrosjanem (+0 -1 =9). W tym cyklu rozgrywek mistrzem świata został Bobby Fischer.
W 1974 roku Korcznoj ponownie awansował do finałowego meczu pretendentów, gdzie spotkał się ze swoim przyjacielem i wschodzącą gwiazdą radzieckich szachów, młodszym o całe dwadzieścia lat Anatolijem Karpowem. Korcznoj przegrał ten mecz, rozegrany w Moskwie (+2 -3 =19), a jego przeciwnik został kolejnym mistrzem świata, gdy Fischer nie podjął próby obrony tytułu. Korcznoj był już wtedy uznawany za szachistę należącego do starszego pokolenia. Radziecka federacja szachowa prowadziła politykę promowania młodych mistrzów. Korcznoj czuł się dyskryminowany, ponieważ miał coraz mniej okazji do wyjazdów na zagraniczne turnieje. W rezultacie w 1976 roku, po turnieju w Amsterdamie Korcznoj poprosił o azyl. Przez jakiś czas pozostawał w Holandii, po czym przeniósł się do Szwajcarii, gdzie wkrótce otrzymał obywatelstwo. Radzieckie władze wywierały naciski na Międzynarodową Federację Szachową (FIDE), aby ta zdyskwalifikowała Korcznoja, jednak FIDE nie uległa presji.
Ucieczka Korcznoja zaowocowała serią jego znakomitych występów w turniejach międzynarodowych i eliminacjach mistrzostw świata. W meczach pretendentów w 1977 roku spotkał wyłącznie arcymistrzów radzieckich i kolejno wyeliminował Tigrana Petrosjana, Lwa Poługajewskiego i Borisa Spasskiego. Przed meczem finałowym ze Spasskim Korcznojowi przydarzył się poważny wypadek samochodowy.
W 1978 roku czterdziestosiedmioletni Korcznoj po raz pierwszy przystąpił do meczu o mistrzostwo świata z Anatolijem Karpowem. Był to rewanż za poprzedni finał pretendentów, jednak sytuacja od tego czasu uległa zmianie. Po swojej ucieczce z ZSRR Korcznoj został przez władze radzieckie uznany za zdrajcę. Podjęto dyskredytującą kampanię propagandową przeciwko niemu, wywierano na niego różnego rodzaju naciski, użyto gróźb i szantażu. Korcznojowi nie pozwolono oficjalnie reprezentować Szwajcarii, gdzie się osiedlił. Mecz odbył się w Baguio na Filipinach i obfitował w przedziwne działania psychologiczne. Jako antidotum na próby wywarcia psychologicznej presji podczas partii, podjęte przez asystenta Karpowa, Zuchara (jak sam napisał w swojej książce „Antyszachy” W. Korcznoj Lublin 1990 s. 38, 67), Korcznoj zaprosił do swojego zespołu dwóch filipińskich joginów (członków Ananda Marga). Wcześniej jednak Karpow uzyskał przewagę w meczu. W 8 partii Karpow nie podał ręki Korcznojowi z uwagi „na oczernianie Karpowa i członków jego delegacji”. Mecz obfitował w wiele obustronnych kontrowersji i incydentów. Wojnę nerwów podsyciły zwycięskie partie Korcznoja w jego końcowej fazie. Sam Korcznoj napisał „Ale dziwna sprawa! Karpow choć miał na swoim koncie wiele zwycięskich pozycji, choć bardzo się starał, był bezradny. Przez cały miesiąc pod nieobecność Zuchara nie potrafił wygrać ani jednej partii”. W rezultacie Karpow minimalnie zwyciężył (wygrywając sześć i przegrywając pięć partii) i obronił oficjalnie tytuł. Korcznoj przerwał partię (stojąc już w bardzo złej pozycji) nie przystępując do dogrywki i nie podpisując protokołu. FIDE ogłosiło zwycięstwo Karpowa w tej partii, a następnie w całym meczu. W 1979 Raymond Keene – sekundant Korcznoja w tym meczu zaświadczył, że Florencio Campomanes „bez zarzutu przeprowadził te zawody w Baguio”.
Trzy lata później Korcznoj znów wygrał mecze pretendentów, pokonując w finale Roberta Hübnera. Do meczu z Karpowem doszło we włoskim Merano. Również w tym meczu było sporo kontrowersji i incydentów. Przed meczem aresztowano pozostającego w ZSRR syna Korcznoja za odmowę podjęcia służby wojskowej. Karpow gładko rozprawił się z przeciwnikiem, wygrywając sześć i przegrywając tylko dwie partie. 
W następnym cyklu rozgrywek Korcznoj awansował do półfinałowego meczu pretendentów, gdzie miał spotkać się z Garrim Kasparowem. Mecz miał odbyć się w Pasadenie w USA, gdzie wówczas rezydował były mistrz świata, Bobby Fischer. Radzieckie władze szachowe, z którymi młody Kasparow był w konflikcie, nie pozwoliły mu rozegrać meczu w Pasadenie. Było to jednoznaczne z walkowerem, jednak Korcznoj zdobył się na wielkoduszny gest wobec Kasparowa i zgodził się rozegrać ten mecz w Londynie. Po pierwszej wygranej partii Korcznoj nie wygrał już żadnej następnej, przegrywając aż cztery. Kasparow awansował do meczu o mistrzostwo świata z Karpowem i rozpoczął się maraton meczów Karpow – Kasparow, który zdominował życie szachowe i przyciągał uwagę komentatorów i kibiców przez następne kilka lat. W latach osiemdziesiątych Korcznoj kontynuował grę na wysokim poziomie, jednak już nigdy nie udało mu się awansować do meczu o mistrzostwo świata.
Po latach relacje z Karpowem się poprawiły i zdarzało się nawet, że Karpow z Korcznojem grali w jednej drużynie Południowy Ural.

### Sukcesy indywidualne

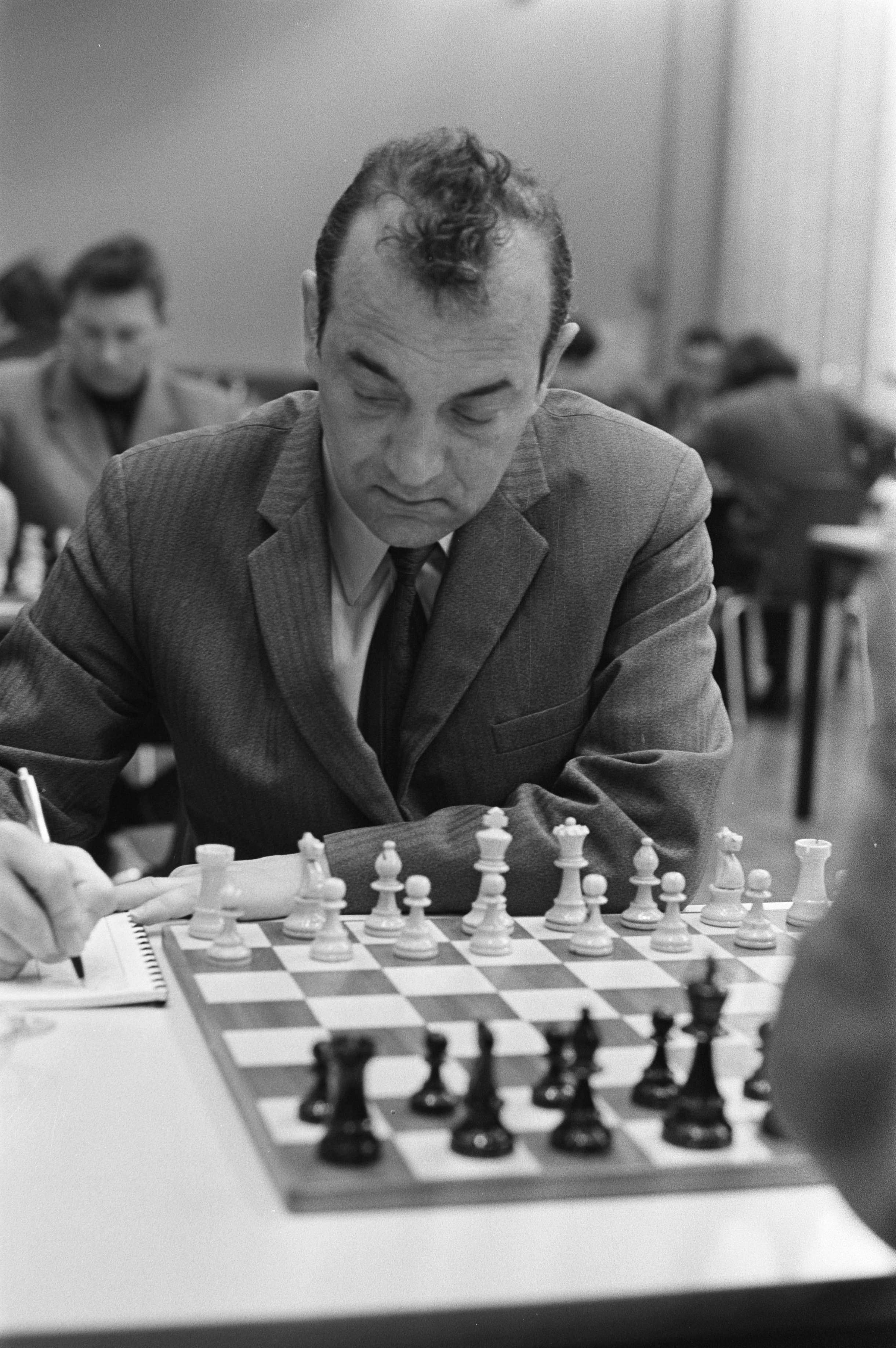
Wiktor Korcznoj, Amsterdam 1972

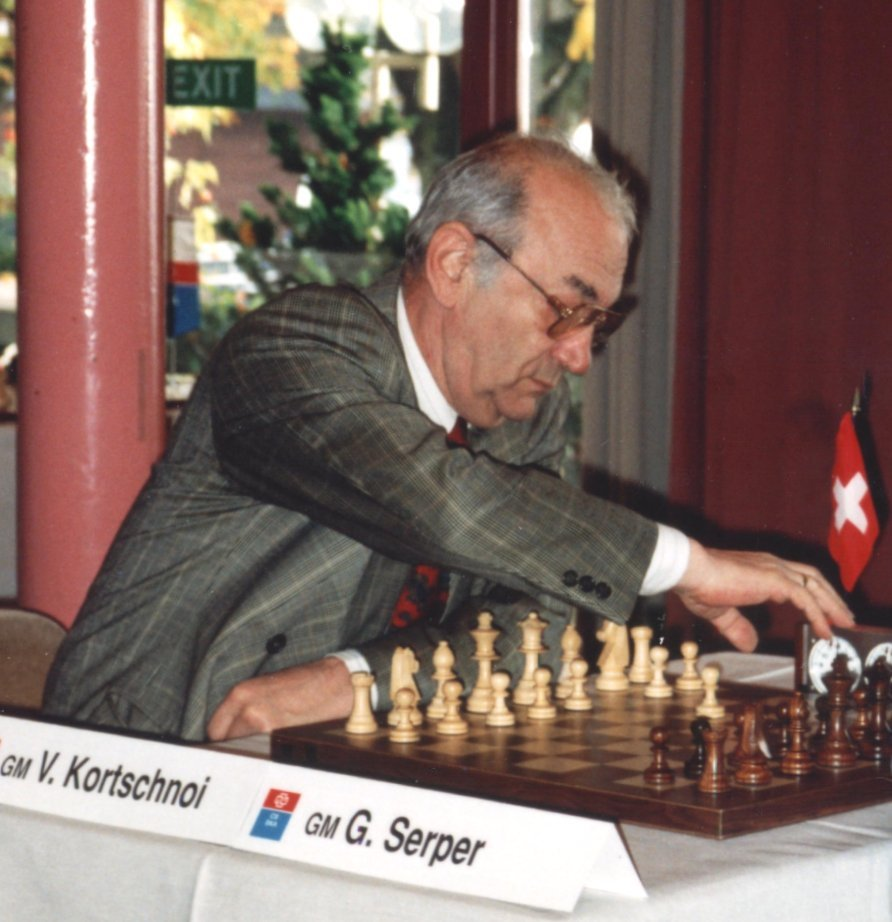
Wiktor Korcznoj, Lucerna 1993

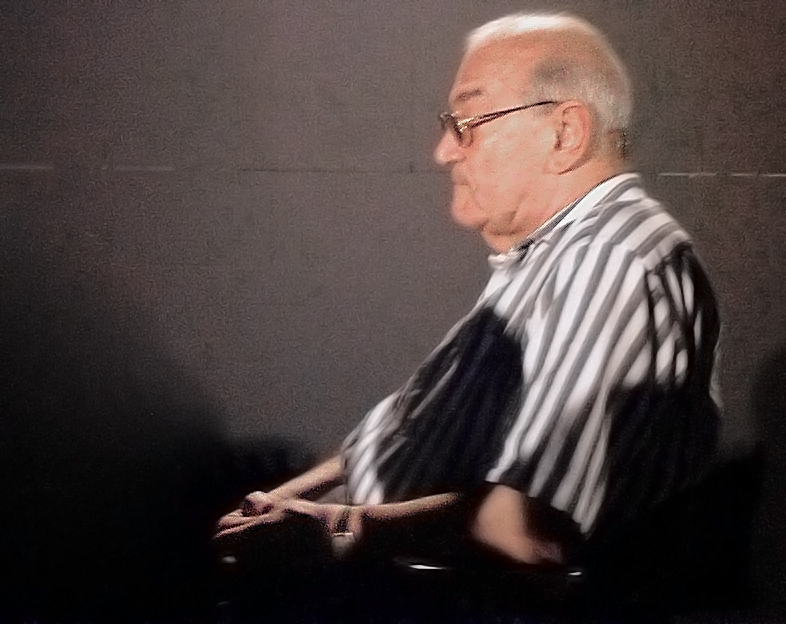
Wiktor Korcznoj, Meksyk 2006

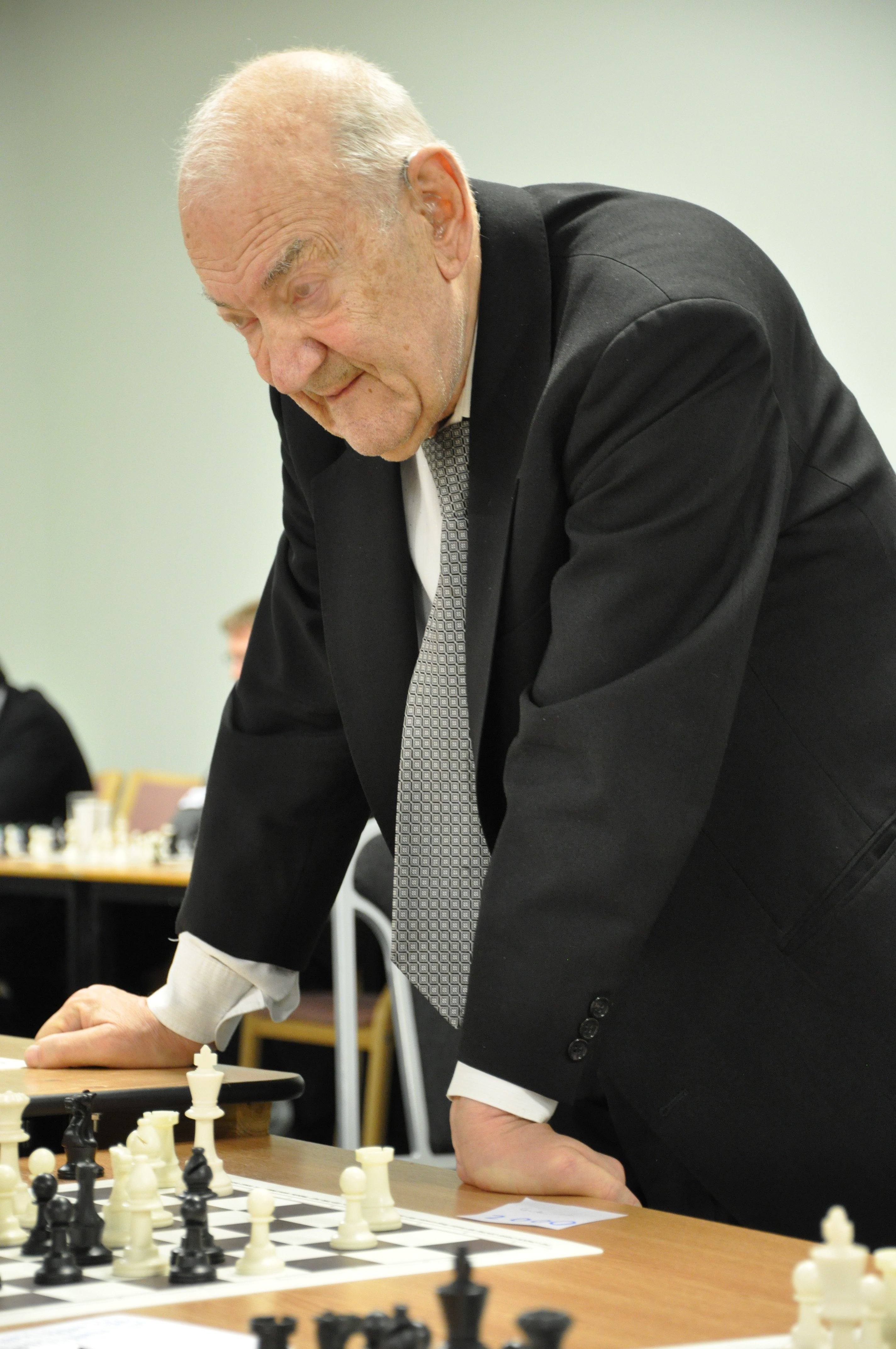
Wiktor Korcznoj, Londyn 2010

Lista turniejowych zwycięstw Wiktora Korcznoja jest jedną z najobszerniejszych na świecie, przez ponad pół wieku wystąpił on w niezliczonej liczbie turniejów, w wielu z nich zwyciężając bądź dzieląc I miejsca, m.in.:
- 1954 – Bukareszt,
- 1956 – Hastings (wspólnie z Fridrikiem Olafssonem),
- 1959 – Kraków,
- 1960 – Leningrad (mistrzostwa Związku Radzieckiego), Cordoba, Buenos Aires (wspólnie z Samuelem Reshevskym), Moskwie (wspólnie z Wasilijem Smysłowem),
- 1961 – Budapeszt (memoriał Gézy Maróczy’ego),
- 1962 – Erywań (mistrzostwa Związku Radzieckiego),
- 1963 – Hawana (memoriał Jose Raula Capablanki),
- 1964 – Kijów (mistrzostwa Związku Radzieckiego),
- 1965 – Gyula (memoriał Lajosa Asztalosa), Erywań,
- 1966 – Bukareszt, Soczi (memoriał Michaiła Czigorina),
- 1967 – Leningrad, Budva,
- 1968 – Wijk aan Zee (turniej Hoogovens), Palma de Mallorca,
- 1969 – Sarajewo (turniej Bosna), Luhacovice, Hawana (memoriał Jose Raula Capablanki, wspólnie z Aleksiejem Suetinem)
- 1970 – Ryga (mistrzostwa Związku Radzieckiego),
- 1971 – Wijk aan Zee (turniej Hoogovens),
- 1972 – Hastings (wspólnie z Anatolijem Karpowem), Palma de Mallorca (wspólnie z Oscarem Panno i Janem Smejkalem),
- 1973 – Leningrad (turniej międzystrefowy, wspólnie z Anatolijem Karpowem),
- 1976 – Amsterdam (turniej IBM, wspólnie z Anthony Milesem),
- 1977 – Leeuwarden (mistrzostwa Holandii),
- 1978 – Beer Szewa,
- 1979 – Johannesburg, Biel, Buenos Aires (wspólnie z Ljubomirem Ljubojeviciem), São Paulo (wspólnie z Ljubomirem Ljubojeviciem),
- 1980 – Londyn (wspólnie z Anthony Milesem i Ulfem Anderssonem),
- 1981 – Lone Pine, Bad Kissingen, Rzym,
- 1982 – Rzym (wspólnie z Jozsefem Pinterem),
- 1984 – Sarajewo (turniej Bosna, wspólnie z Janem Timmanem), Wijk aan Zee (turniej Hoogovens, wspólnie z Aleksandrem Bielawskim), Beer Szewa (wspólnie z Siergiejem Kudrinem), Titograd (wspólnie z Dragoljubem Velimiroviciem),
- 1985 – Tilburg (wspólnie z Anthony Milesem i Robertem Hübnerem), Bruksela,
- 1986 – Lugano (wspólnie z Nigelem Shortem i Lwem Gutmanem),
- 1987 – Zagrzeb (turniej międzystrefowy), Wijk aan Zee (turniej Hoogovens, wspólnie z Nigelem Shortem), Beer Szewa (wspólnie z Jonathanem Speelmanem),
- 1988 – Royan, Amsterdam (turniej OHRA),
- 1989 – Lugano (wspólnie z Margeirem Peturssonem),
- 1990 – Rotterdam (memoriał Maxa Euwego), Val Maubuee, Norymberga (szachy szybkie),
- 1991 – Las Palmas (wspólnie z Zenonem Franco Ocamposem i Weselinem Topałowem),
- 1993 – Antwerpia (wspólnie z Jeroenem Piketem),
- 1994 – Ostrawa,
- 1995 – Hamburg, San Francisco, Madryt,
- 1996 – Malmö (turniej Sigeman & Co), Kopenhaga (turniej Politiken Cup),
- 1997 – Enghien-les-Bains (wspólnie z Etienne Bacrotem), Sankt Petersburg (wspólnie z Aleksandrem Chalifmanem i Walerijem Sałowem),
- 1998 – Sarajewo (turniej Bosna), Bad Homburg,
- 2001 – Biel,
- 2002 – Willemstad (wspólnie z Joną Kosaszwili),
- 2004 – Montreal, Paks (memoriał György Marxa), Beer Szewa (szachy szybkie),
- 2006 – Arvier (mistrzostwa świata seniorów), Banyoles (wspólnie m.in. z Siergiejem Tiwiakowem i Tigerem Hillarpem Perssonem)[10],
- 2007 – Banja Luka (wspólnie ze Zlatko Ilinciciem).

### Inne osiągnięcia
W latach 70. i 80. Korcznoj był stale obecny w pierwszej dziesiątce list rankingowych FIDE, wielokrotnie na II i III m. (za Anatolijem Karpowem i Garrim Kasparowem). Najwyższą punktację w karierze osiągnął 1 stycznia 1979 r., z wynikiem 2695 ustępował tylko Anatolijowi Karpowowi (2705). W 1978 r. uhonorowany został prestiżową nagrodą Oscarem szachowym.
Pięciokrotnie zdobył złote medale indywidualnych mistrzostw Szwajcarii, w latach: 1982, 1984, 1985, 2009, 2011.
Wielokrotny reprezentant ZSRR i Szwajcarii w rozgrywkach drużynowych, m.in.:
- siedemnastokrotnie na olimpiadach szachowych (w latach 1960, 1966, 1968, 1970, 1972, 1974, 1978, 1982, 1988, 1990, 1992, 1994, 2000, 2002, 2004, 2006, 2008); trzynastokrotny medalista: wspólnie z drużyną – sześciokrotnie złoty (1960, 1966, 1968, 1970, 1972, 1974) oraz indywidualnie – czterokrotnie złoty (1966 – na V szachownicy, 1968 – na III szachownicy, 1972 – na II szachownicy, 1978 – na I szachownicy) i trzykrotnie brązowy (1960 – na IV szachownicy, 1970 – na III szachownicy, 1974 – na II szachownicy)[14],
- czterokrotnie na drużynowych mistrzostwach świata (w latach 1985, 1989, 1993, 1997); trzykrotny medalista: indywidualnie – dwukrotnie złoty (1985 – na I szachownicy, 1989 – na I szachownicy) i srebrny (1993 – na I szachownicy)[15],
- trzynastokrotnie na drużynowych mistrzostwach Europy (w latach 1957, 1961, 1965, 1970, 1973, 1989, 1992, 1997, 1999, 2003, 2005, 2009, 2011); dziesięciokrotny medalista: wspólnie z drużyną – pięciokrotnie złoty (1957, 1961, 1965, 1970, 1973) oraz indywidualnie – trzykrotnie złoty (1957 – na VIII szachownicy, 1961 – na VI szachownicy, 1965 – na III szachownicy) i dwukrotnie srebrny (1970 – na II szachownicy, 1973 – na III szachownicy)[16].

## Publikacje
- Антишахматы: Записки злодея, 1992, ISBN 5-89959-001-7.
- Избранные партии, 1996, ISBN 5-87395-005-1.
- Мои 55 побед белыми, 2004, ISBN 5-94693-031-1.
- Мои 55 побед черными, 2004, ISBN 5-94693-032-X.
- Шахматы без пощады: Секретные материалы политбюро, 2006, ISBN 5-9578-2866-1.